# العلاقات السويدية الإريترية
العلاقات السويدية الإريترية هي العلاقات الثنائية التي تجمع بين السويد وإريتريا.

## مقارنة بين البلدين
هذه مقارنة عامة ومرجعية للدولتين:
| وجه المقارنة                                              | السويد                                                                               | إريتريا                                      |
| --------------------------------------------------------- | ------------------------------------------------------------------------------------ | -------------------------------------------- |
| المساحة (كم2)                                             | 450.30 ألف                                                                           | 117.60 ألف                                   |
| عدد السكان (نسمة)                                         | 10.16 مليون                                                                          | 6.33 مليون                                   |
| الكثافة السكانية (ن./كم²)                                 | 22.56                                                                                | 53.83                                        |
| العاصمة                                                   | ستوكهولم                                                                             | أسمرة                                        |
| اللغة الرسمية                                             | اللغة السويدية، لغات السامي، اللغة الفنلندية، منكيلي، اللغة الرومنية، اللغة اليديشية | اللغة التغرينية، اللغة العربية، لغة إنجليزية |
| العملة                                                    | كرونة سويدية                                                                         | ناكفا                                        |
| الناتج المحلي الإجمالي (بليون دولار)                      | 538.04 مليار                                                                         | 2.61 مليار                                   |
| الناتج المحلي الإجمالي (تعادل القوة الشرائية) بليون دولار | 469.01 مليار                                                                         |                                              |
| الناتج المحلي الإجمالي الاسمي للفرد دولار أمريكي          | 50.58 ألف                                                                            |                                              |
| الناتج المحلي الإجمالي للفرد دولار أمريكي                 | 45.30 ألف                                                                            |                                              |
| مؤشر التنمية البشرية                                      | 0.907                                                                                | 0.391                                        |
| رمز المكالمات الدولي                                      | +46                                                                                  | +291                                         |
| رمز الإنترنت                                              | .se                                                                                  | .er                                          |
| المنطقة الزمنية                                           | توقيت وسط أوروبا، ت ع م+01:00، ت ع م+02:00، أوروبا/ستوكهولم ‏                         | ت ع م+03:00                                  |

## منظمات دولية مشتركة
يشترك البلدان في عضوية مجموعة من المنظمات الدولية، منها:
| علم المنظمة | اسم المنظمة                        | تاريخ انضمام السويد | تاريخ انضمام إريتريا |
| ----------- | ---------------------------------- | ------------------- | -------------------- |
|             | مؤسسة التمويل الدولية              | 20 يوليو 1956       | 11 أكتوبر 1995       |
|             | منظمة حظر الأسلحة الكيميائية       | ?                   | ?                    |
|             | البنك الإفريقي للتنمية             | ?                   | ?                    |
|             | يونسكو                             | 23 يناير 1950       | 2 سبتمبر 1993        |
|             | الأمم المتحدة                      | 19 نوفمبر 1946      | 28 مايو 1993         |
|             | الاتحاد الدولي للاتصالات           | 1866                | 6 أغسطس 1993         |
|             | منظمة الشرطة الجنائية الدولية      | ?                   | ?                    |
|             | البنك الدولي للإنشاء والتعمير      | 31 أغسطس 1951       | 6 يوليو 1994         |
|             | الاتحاد البريدي العالمي            | ?                   | ?                    |
|             | مؤسسة التنمية الدولية              | 24 سبتمبر 1960      | 6 يوليو 1994         |
|             | وكالة ضمان الاستثمار متعدد الأطراف | 12 أبريل 1988       | 10 سبتمبر 1996       |

## أعلام
هذه قائمة لبعض الشخصيات التي تربطها علاقات بالبلدين:
- ألكسندر إيساك (لاعب كرة قدم سويدي، 21 سبتمبر 1999[19] – )
- عمار احمد (لاعب كرة قدم سويدي، 3 يوليو 1988[20] – )
- هينوك غويتوم (لاعب كرة قدم سويدي، 22 سبتمبر 1984[21] – )
- وليد عطا (لاعب كرة قدم إريتري، 28 أغسطس 1986[22] – )

## وصلات خارجية
- موقع وزارة الخارجية السويدية